# Hans Siegmund
Johannes Antonius (Hans) Siegmund (Amersfoort, 9 juni 1930 – Rijswijk (gemeente Buren), 18 september 2017) was een Nederlands schilder en graficus. Hij maakte met name ongewoon grote gouaches en aquarellen op papier. Siegmund was daarnaast docent aan de Academie voor Beeldende Kunst Utrecht (de latere HKU).

## Jeugd en opleiding
Hans Siegmund groeide op in een Amersfoorts gezin van negen kinderen. Hij volgde daar de mulo tijdens de oorlogsjaren en had aanleg voor tekenen. Samen met een jeugdvriend bij de verkenners in Amersfoort - de latere schilder Paul Werner - maakte hij al affiches en illustraties in de jaren kort na de bevrijding, in 1945.
Kort na de mulo vond Siegmund een baan als decorateur bij het warenhuis V&D. Tot 1957 was hij er werkzaam, evenals zijn collega Wout Maters die een jaar later vertrok. Zijn chef bij V&D stuurde hem volgens eigen zeggen naar een avond-academie in Utrecht waar hij leerling werd van onder anderen Mar Diemèl. Daarna volgde Siegmund de Rijksakademie, waarna hij zich lange tijd bezig hield met schilderen en grafische technieken. In 1968 werd hij door het toenmalige Artibus gevraagd om er les te komen geven.

## Start als kunstenaar
Siegmund schilderde inmiddels al veel - met name grote doeken die hij naar eigen zeggen soms wel tien keer overschilderde en waar hij maandenlang mee door bleef gaan. Het schilderij moest eruitzien alsof het snel was ontstaan, maar alles op het doek diende wel degelijk in harmonie te staan tot elkaar en zo een eenheid te vormen.
Samen met Nico Rypkema en Rien Goené werd Hans Siegmund rond 1956-57 afgewezen voor de populaire kunstmarkt op het Janskerkhof te Utrecht, omdat alleen gevestigde kunstenaars (in de praktijk meestal slechts de leden van Kunstliefde) werden toegelaten. Uit protest reden de drie jonge kunstbroeders daarop over de kunstmarkt met paard en wagen, waarop ze protestleuzen hadden geschilderd. Kort daarna werd Siegmund met een aantal andere aankomende kunstenaars officieel als lid aangenomen van Kunstliefde, in 1958. Ze hadden met elkaar bij de ballotage-commissie de eis neergelegd: 'of allemaal of geen één!'; door de voorafgaande afwijzingen bij de kunstmarkt waren ze wantrouwig geworden. 
Van 1958 tot 1961 volgde Siegmund schilder- en grafieklessen aan de Rijksakademie in Amsterdam waar Otto B. de Kat en Jan Wiegers zijn belangrijkste docenten waren.

## Schilderen
Naast zijn lesgeven heeft Siegmund altijd zijn eigen werk doorgezet; dit gaf hem ook veel kracht. Het schilderen werd voor hem steeds meer een gewoonte waar hij niet meer buiten kon. Een werk dat hij had gemaakt zette hem aan het denken, wat daarop weer een nieuw werk deed ontstaan. Hij maakte graag grote aquarellen op papier, geconcentreerd op ruimtelijkheid; en dit in uitzonderlijke maten voor de aquarel-techniek.
De gewone dingen uit het dagelijks leven waren vaak aanleiding tot het schilderen: een trap, een kast, een vaas met bloemen. Het ging hem hierbij niet zozeer om het uitbeelden van het onderwerp maar om het maken van  'een schilderij dat één adem heeft' , zoals hij het vaak zelf zei - hoewel hij wel degelijk lang aan één werk bleef doorwerken totdat het die 'ene adem' bezat. De techniek van de aquarel stelde hem volgens eigen zeggen in staat om  'een werk net zolang in zijn geheel opnieuw te maken totdat het mij bevalt' . Het kijken was daarbij de basis van alles:  'een zien zonder te weten of te begrijpen' , want de verklaringen kwamen voor hem pas achteraf.

## Werkwijze
Siegmund wilde schilderijen maken die uit één adem bestonden, en die eenheid en harmonie hadden. Daarom koos hij voor de aquarel als techniek, omdat die nooit in één keer lukte. Hij moest tegenover zichzelf erkennen dat er veel weggestreept of veranderd moest worden na het spontane eerste begin en dat die veranderingen ook zichtbaar bleven, juist bij de aquarel op papier. Er volgde dan veel proberen en geknoei waarin als bij toeval een oplossing gevonden werd, maar heel anders dan hij zelf verwachtte. Zo kon hij dan het werk voltooien, door het waardevolle in het toeval te herkennen. Voor Siegmund bestond een schilderij uit een lange reeks probeersels die hij voortdurend bijstuurde totdat de puzzel in elkaar viel. Het overkwam hem min of meer. Daarbij moest een schilderij toch ook een zekere mate van wiskunde in zich hebben: het onderwerp en het gehele vlak moesten tot één geheel worden; in elkaar versmelten als een dambord.
Siegmund wilde niet nadenken tijdens het schilderen, maar slechts kijken. Toch was het kijken op zichzelf ook niet krachtig genoeg. Pas als hij kijkend actief wèrkte ontstond er een concentratie waardoor hij het opeens kon zien. In eerste instantie werkte hij vaak tastend; de vorm had hij nog niet scherp voor ogen en hij waardeerde het als positief dat hij zichzelf niet snel kon vastleggen; al werkend kon de vorm immers wellicht (nog) gevonden worden. Uiteindelijk moest die vorm ook logisch worden:  'Een schilderij vloeit voort uit wat er al is... Wat er al is op dat vlak. Het moet wel naar je toegroeien. Voor mij moet een schilderij scherp zijn. De tegenstellingen kunnen teer zijn, als alles er maar duidelijk afgebakend op staat... Een grote vorm, als totaliteit herkenbaar.' 
Vaak begon hij met kleine, vanzelfsprekende onderwerpen uit zijn eigen omgeving: een tafel, een hond, een lamp - omdat het oog daar als vanzelf op valt. Letterlijk voor de hand liggend waren zijn onderwerpen, zonder enkele emotionele of psychologische invulling. Hij begon daar dan ook zonder enige bedoeling mee; zonder het idee om er iets bepaalds mee te gaan doen of in te willen zoeken. Gaandeweg kwam er dan iets tevoorschijn, iets dat hij uiteindelijk kon doortrekken tot in de gehele compositie. Als hij datzelfde gewoon had bedacht, uit zijn hoofd had gedaan, dan zou 't voor hem zelf slechts een gekunsteld ding zijn geworden. Hij verwoordde het eind 2014 / begin 2015 aldus:  'Ik ben er niet op uit dat iets lijkt. Ik schilder achter de dingen. Langs, om de dingen heen.'  en:  '..een schilderij is slechts een ding, zoals de zon en de maan. Wanneer de zon ontroert, of een landschap, een spelend kind, dan is dat van dezelfde DIRECTE orde als de ervaring van een schilderij. Je wordt erdoor getroffen; het is een herkenning, meer niet. Uitleg is overbodig!' 
Kort na zijn overlijden zou collega Harrie Peters zijn kunstenaarschap zo typeren:
 'Hij was een a-modieuze kunstenaar, die zijn eigen weg ging. Zijn oeuvre is er en kan zijn werk doen.' 

## Docent
Siegmund was van 1969 tot 1993 docent schilderen en tekenen aan Artibus in Utrecht, dat later overging in de Utrechtse Academie voor Beeldende Kunsten Utrecht - vanaf 1987 de Hogeschool voor de Kunsten Utrecht (HKU) geheten. Hij gaf er veel les in model-schilderen en hij begeleidde de studenten. Voor veel van hen was hij een belangrijke docent waar men rust kon vinden, èn betrouwbare degelijke reacties op hun werk. Van 1975 tot 1977 was hij docent voor onder meer de latere kunstenaars Theo Kok en Titus Nolte. Het was in 1993 dat hij definitief afscheid nam als docent aan de HKU en kreeg daarbij een uitgebreide solo-tentoonstelling in de expositie-ruimte van de faculteit en in de kapelruimte van het Centraal Museum; het gebeuren werd begeleid door een kleine expositie-catalogus: 'Schilder en Docent', 31 maart 1993, uitgegeven door de HKU.
In een interview voor het Utrechts Nieuwsblad in april 1993 stelde Siegmund dat het hem als kunst-docent vooral te doen was om de levenshouding van zijn studenten - hoe zij omgaan met hun eigen ervaringen èn met het vak. Het overdragen van hoe een compositie op te bouwen en contrasten te gebruiken zag hij wel als een noodzakelijk onderdeel van zijn werk als docent, maar uiteindelijk ging het hem om de inhoud: 'Ik geef altijd de opdracht: "Maak iets wat ergens over gaat" - Ze moeten het kunnen benoemen!'geven.
Vanaf de jaren 1970 maakte hij aan de Artibus-opleiding als docent de democratiseringsgolf mee die toen veel openheid creëerde en nieuwe mogelijkheden deed ontstaan. Siegmund voelde zich hierin erg goed thuis en kon volgens eigen zeggen toen eindelijk 'de mensen laten schilderen', iets wat hij altijd al gewild had. Na 1980 kwam er helaas een fusie met Amersfoort en zo startte voor de Academie een tijd waarin volgens het boekje op een 'onderwijsachtige' manier les moest worden gegeven. Ondanks die druk leerde hij toen toch veel, omdat hij moest kunnen formuleren waarom iets wel of niet goed was in het werk van een te beoordelen student; iets wat hij uiteindelijk weer in zijn eigen werk kon gebruiken. In het begin van de jaren 1990 kreeg het onderwijs met sterke bezuinigingen te maken waardoor er minder geld en ruimte beschikbaar kwam binnen de kunst-opleiding. Zelf waardeerde hij sterk van die tijd dat de 'inhoudelijke discussie' mogelijk was èn bleef binnen de 'Faculteit Beeldende Kunst en Vormgeving' van de HKU te Utrecht, waar hij docent bleef tot mei 1993.
Jaren later, in april 2009, deed Siegmund voor drie van zijn ex-studenten het openingswoord voor hun gezamenlijke expositie in galerie 'Arti-shock' in Rijswijk (bij Den Haag). De docent kwam toen weer boven; hij beschreef uit eigen ervaring het 'proces van schilderen' waarin iedere kunstenaar een eigen weg dient te vinden. Ter illustratie schetste hij een doelgerichte Gert en een gedachteloos rondkijkende Hermien, als de twee kanten van het creatieve proces. Gert was sterk gefocust op zijn vaste doel, zodat hij bomen en vogels om zich heen niet opmerkte. Het was uiteindelijk vooral door zijn wilskracht dat hij na hard werken de juiste weg vond, ook al kostte dit hem veel energie en was hij uitgeput.
Hermien stelde zich daarentegen open voor alles en zij nam de vrijheid om ongeremd een vorm die ze zojuist zag te gaan tekenen, waarbij ze al improviserend en met concentratie de toevoegingen aanbracht die het werk compleet maakten. Daarna zwierf ze gewoon verder en keek opnieuw weer gefascineerd naar een rups.

## Erkenning
- Siegmund heeft twee keer de Bernard Johan Kerkhof Prijs gewonnen: in 1964 en 1981.
- Een aantal van zijn werken bevinden zich in de collectie van het Centraal Museum Utrecht.

## Tentoonstellingen
- 1959-2012: regelmatig tentoonstellingen bij KunstLiefde in Utrecht en de Kunstkring in Den Haag en Arti et Amicitiae te Amsterdam; bij alle drie was hij tientallen jaren lid
- 1993: solo-tentoonstelling in de expositieruimte van de HKU èn de kapel van het Centraal Museum, Utrecht
- 2016: grote overzichtstentoonstelling in de Barbarakerk, Culemborg[8]